# Am Anfang war das Licht
Am Anfang war das Licht ist ein umstrittener Dokumentarfilm des österreichischen Regisseurs Peter-Arthur Straubinger zum Thema Lichtnahrung. Straubinger besucht mehrere Personen, die angeben, sich nur von Licht zu ernähren, und sucht nach möglichen Erklärungen, ob und wie Lichtnahrung funktionieren könnte.
Im Film vertreten Protagonisten die Behauptung, dass es möglich sei, sich von „feinstofflicher Energie“ zu ernähren. Wissenschaftlich nicht anerkannte Hypothesen werden vorgestellt, die das angebliche Phänomen „Lichtnahrung“ erklären sollen. Weiters deutet der Film Themen wie Quantenphysik und Bewusstsein um und hinterfragt das, von Esoterikern so genannte, klassisch materialistische Weltbild.
Mit über 101.000 Kinobesuchen war der Film die erfolgreichste Dokumentation des Jahres 2010 in Österreich und die international erfolgreichste österreichische Kinoproduktion 2010.

## Handlung
Straubinger gibt an, dem Thema „Lichtnahrung“ zum ersten Mal bei einer Fernsehdokumentation über Niklaus von Flüe begegnet zu sein. Aber erst später, als er einen Meditationslehrer trifft, der behauptet, sich von „Lichtnahrung“ zu ernähren, beginnt Straubinger, weitere Nachforschungen anzustellen. Zuerst recherchiert er im Internet, aber bald entsteht in ihm der Wunsch, weitere Menschen, die behaupten, nur von Licht zu leben, persönlich kennenzulernen. In der Folge reist Straubinger durch verschiedene Länder und interviewt Menschen, die angeben, sich von Lichtnahrung (Licht, Lebensenergie, Prana oder Qì) zu ernähren, unter ihnen Jasmuheen, Michael Werner und der indische Yogi „Mataji“ Prahlad Jani.
Straubinger befragt auch unterschiedliche Personen aus Esoterik, Medizin und Wissenschaft und sucht in weiterer Folge nach Erklärungsmodellen, wie Lichtnahrung funktionieren könnte. Seine Position ist die eines wohlwollend Fragenden, der erkennen lässt, dass für ihn das materialistische Weltbild der modernen Wissenschaft zu kurz greift.
Der letzte Teil des Films beschäftigt sich unter anderem mit Quantenphysik, Bewusstsein und Telekinese.

## Hintergründe

### Nahrungslosigkeit
Ein gesunder erwachsener Mensch, der bei einem auf einige Tage zeitlich begrenzten Fasten nur auf feste Nahrung verzichtet, würde keine gesundheitlichen Schäden davontragen. Beim normalen Fasten werden oft Fruchtsäfte mit hohem Zuckeranteil und daher hohem physiologischem Brennwert getrunken. Ein Überleben nur mit Wasser ist allenfalls über wenige Wochen möglich. 2003 verbrachte der US-amerikanische Aktions- und Zauberkünstler David Blaine 44 Tage in einem Glaswürfel und nahm nur Wasser zu sich. Er nahm bei diesem Hunger-Experiment rund 25 kg ab und musste anschließend ins Krankenhaus gebracht werden. Beim vollständigen Verzicht auf feste und flüssige Nahrung steigt ab dem dritten Tag das Risiko der tödlichen Dehydratation. Wie viele Tage man gänzlich ohne Wasser überleben kann, ist auch vom Grundumsatz und der Umgebungstemperatur abhängig. Komapatienten, denen die Nahrungszufuhr (Essen und Trinken) unterbrochen wurde, überlebten in der Regel zwischen 10 und 14 Tage.
Es gibt keinen Beleg dafür, dass eine Person dauerhaft ohne jegliche Nahrung überleben könnte. Die Behauptung von Personen, dauerhaft auf Nahrung verzichten zu können, widerspricht wissenschaftlichem Wissen. Mögliche Erklärungen sind bewusster Betrug oder Irrtum (Überschätzung der für das Überleben notwendigen Menge an Nahrungsenergie, falsche Einschätzung der tatsächlich zugeführten Nahrungsmenge, Vernachlässigung der zugeführten Energie in Flüssigkeiten, unbewusste Nahrungsaufnahme beispielsweise beim Schlafwandeln).
2008 wurde eine wissenschaftliche Studie zu dem Thema Lichtnahrung publiziert. Der Schweizer Michael Werner wurde von der Universität Bern zehn Tage lang untersucht. Die Behauptung Werners, sich während des Untersuchungszeitraumes von Lichtnahrung ernährt zu haben, wurde von den leitenden Organen der Studie als widerlegt betrachtet, da sie gemäß ihren Untersuchungen und Analysen Werners während des Studienzeitraumes auf einen normalen Fastenprozess schlossen.

### Niklaus von Flüe
Im Film bezieht sich Straubinger auf Niklaus von Flüe, einen Schweizer Einsiedler, der im 15. Jahrhundert lebte und sich der Legende zufolge etwa 19 Jahre lang nicht von materieller Nahrung (mit Ausnahme von Wasser und insg. 233 Oblaten) ernährt haben soll. Niklaus von Flüe selbst hat, so die Quellenlage, auf Fragen, ob er tatsächlich nichts (weiteres) konsumiert habe, dies weder verneint noch bestätigt.

### P. A. Straubinger

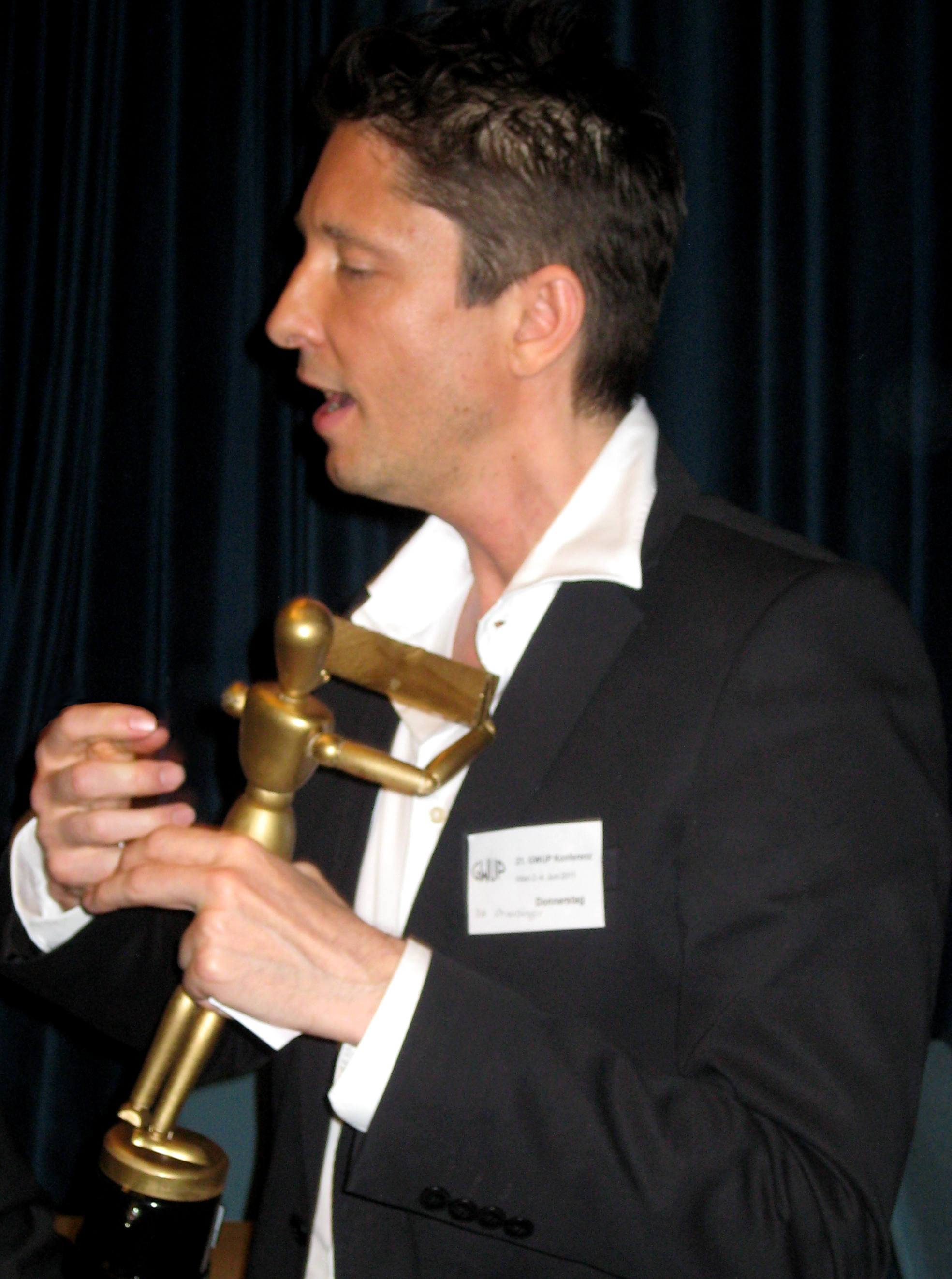
P. A. Straubinger nimmt den Negativpreis „Das Goldene Brett“ 2011 für seinen Kinofilm Am Anfang war das Licht persönlich entgegen.

Straubinger ist beim österreichischen Radiosender Ö3 als Filmkritiker tätig. Er beschäftigte sich nach eigenen Angaben zehn Jahre lang mit dem Thema Lichtnahrung. Daraus entstand in fünfjähriger Produktionszeit der Film, der der erste abendfüllende Kinofilm Straubingers ist.
Straubinger ist nach eigenen Angaben von einem „authentischen Phänomen nicht-kalorischer Ernährung“ überzeugt, das bis zu einem gewissen Grad bei jedem Menschen auftritt. Er sieht sich in wissenschaftlichen Studien bestätigt, die ein Delta „nicht messbarer Energie“ zwischen aufgenommener Nahrungsenergie und verbrauchter Energie im menschlichen Energiehaushalt gefunden haben. Bis zu welchem Grad und bis zu welcher Dauer diese „nicht-kalorische Ernährung“ bzw. Lichtnahrung funktioniert, hält Straubinger aber für eine offene Frage. Mehrfach warnte Straubinger jedenfalls davor, den sogenannten Lichtnahrungsprozess durchzuführen, und erwähnte auch in mehreren Interviews sowie der Webseite zum Film, dass es nicht sein Anliegen ist, das Thema Lichtnahrung zu propagieren.
Er tritt dafür ein, dass das Thema intensiver wissenschaftlich erforscht werden soll, und sieht in den bisher durchgeführten Untersuchungen und Studien zu Lichtnahrung zumindest Hinweise für die Möglichkeit, dass ein Überleben ohne herkömmliche Nahrungsaufnahme möglich ist.

## Rezeption und Auswirkungen

### Medien
Der Film wurde in den Medien unterschiedlich bewertet. Cinema.de sieht eine „aufschlussreiche Doku, die unser materialistisches Weltbild infrage stellt“, die Kleine Zeitung eine „packende Dokumentation von Filmkritiker P. A. Straubinger, die das Phänomen Lichtnahrung genauer unter die Lupe nimmt.“ Der Standard bezeichnet den Film hingegen als „Prädikat antiwissenschaftlich: P. A. Straubingers Dokumentarfilm über das Pseudo-Phänomen Lichtnahrung“. Die Welt merkt an: „Wenn Gurus ihre Lehre vom Totalverzicht ohne Gegenwind als Fakten verkaufen dürfen, dann wird es gefährlich.“
Der Film war auch Gegenstand der ZDF-Sendung Johannes B. Kerner sowie der ORF-Sendung Konkret: Das Servicemagazin, in denen der Film und die Thematik Lichtnahrung kontrovers diskutiert wurden.
Am 6. März 2013 wurde der Film im Hauptabendprogramm von ORF eins gesendet und löste auf Twitter eine Protestwelle aus. Im Anschluss an den Film wurde das Thema Lichtnahrung unter der Leitung von Christoph Feurstein kontrovers diskutiert. Diskussionsteilnehmer waren der Regisseur P. A. Straubinger, der Kritiker und Skeptiker Ulrich Berger, der Esoteriker und Fastenexperte Ruediger Dahlke sowie Ulrike Schiesser, Psychologin und Expertin für Esoterik in der Bundesstelle für Sektenfragen. Der ORF-Generaldirektor Alexander Wrabetz distanzierte sich vom Film und bezeichnete ihn als „inhaltlichen Schwachsinn“.

### Inhaltliche Kritik
Kritiker des Films bemängeln, dass die Berichterstattungsweise manipulativ sei, insbesondere durch einseitiges Interviewen von Befürwortern der Lichtnahrung und den Versuch, mit Pseudowissenschaftlern und fehlerhaften Thesen über die Quantenphysik das Thema vorgeblich wissenschaftlich erscheinen zu lassen.
Konkrete Kritikpunkte am Film sind vor allem das Nicht-Thematisieren von Fakten, die gegen Lichtnahrung sprechen, wie der Möglichkeit, sich über einen langen Zeitraum von flüssiger Nahrung, beispielsweise Fruchtsäften, zu ernähren. Weiters der gescheiterte Test von Jasmuheen und Mängel an Untersuchungsdesign, -publikation und Rahmenumständen bei der Überprüfung von Prahlad Jani – insbesondere die unvollständige Darstellung, die unberücksichtigt lässt, dass sich einige Blutwerte Janis während der Untersuchungsdauer stark verändert haben, was eine Hungeradaptation und beginnende Austrocknung belegte; auch dass er laut Studienprotokoll ab dem 8. Tag in Wasser baden durfte, und für die dokumentierten Schwankungen der Urinmenge in seiner Blase keine natürlichen Erklärungen in Betracht gezogen wurden. Weiters wird im Film nicht darauf eingegangen, dass die Untersuchung nicht wissenschaftlich publiziert wurde und dass offensichtliche Messparameter wie der Gewichtsverlauf nicht angeführt werden.
Ulrich Berger, Vorsitzender der Wiener Regionalgruppe der GWUP, bewertete die Studie über Jani als unseriös und leitete aus den im Untersuchungsbericht veröffentlichten Daten ab, dass es zu einer Abnahme des Körpergewichtes um vier Kilogramm gekommen sein muss, was bei dem rund vierzig Kilogramm schweren Yogi zehn Prozent seines Körpergewichtes ausmacht. Der Yogi habe somit genauso wie die angeblichen Lichtesser Jasmuheen, Hira Ratan Manek und Michael Werner unter kontrollierten Bedingungen an Gewicht verloren, was gegen die Realität des Phänomens Lichtnahrung spricht. Zudem sei Shah als Erstautor der Studie zwar Arzt, aber kein Wissenschaftler, und unterliege einem Interessenskonflikt.
Kritisiert wird auch, dass die vermeintlichen Experten, die im Film Erklärungen vorschlagen, großteils Vertreter parawissenschaftlicher Ideen sind, keine wissenschaftliche Reputation und kein Verständnis der Grundlagen der Quantentheorie haben. Wissenschaftliche Sichtweisen fehlen im Film weitgehend. Einige der im Film genannten Hypothesen gelten als widerlegt. Der österreichische Experimentalphysiker Werner Gruber meinte zum Film: „Sobald man näher nachfragt und die gemachten Studien genauer unter die Lupe nimmt, stellen sich die Fälle als Betrügereien heraus. Der Film ist ein Meisterstück der Manipulation.“
Die klinische Psychologin Beate Wimmer-Puchinger bewertete die Film-Thematik in Bezug auf Menschen mit Essstörungen als „extrem problematisch und gefährlich“. Die staatliche Behörde MIVILUDES in Frankreich warnte anlässlich der Veröffentlichung des Films vor extremen Fasten-Methoden, die auf Ellen Greve, alias Jasmuheen, zurückgehen. Diese sektenartige Bewegung könne zu psychischer Abhängigkeit führen und eine ernsthafte Gefahr für die Gesundheit darstellen. Bereits mehrere Todesfälle in der Welt seien auf diese Praxis zurückzuführen.
Im Pressematerial wurde eine Aussage des Quantenphysikers David Z. Albert aus völlig anderem Zusammenhang und mit völlig anderem Bezug verwendet, so dass der falsche Eindruck entstand, Albert halte Behauptungen über „Lichtnahrung“ für interessant oder gar wahr. Das Zitat wurde später von der Homepage des Films entfernt.

### Reaktion Straubingers auf Kritik
P. A. Straubinger widersprach der Einschätzung, der Film sei manipulativ und unkritisch, und berief sich dabei mehrfach auf das erste Drittel des Filmes, in dem er nicht nur einen warnenden, sondern auch sehr gegenpoligen Standpunkt vermittelt sieht. Dennoch sei es Ziel der Dokumentation, die Frage über die Möglichkeit der Ernährung von Licht offen und damit die Entscheidung dem Zuschauer selbst zu überlassen.
Straubinger gab an, der Film sei keine Aufforderung, Lichtnahrung auszuprobieren, und warnt Neugierige vor Selbstversuchen.
Er gab auch an, dass im Film die Quantenphysik nicht als mögliches Erklärungsmodell für das Phänomen der Lichtnahrung dargestellt werde.
Straubinger sieht die Seriosität der Jani-Studie gegeben, da die Ärzte von unabhängigen Kontrollinstanzen der Ärztekammer von Ahmedabad und der DIPAS (Forschungsabteilung des indischen Verteidigungsministeriums) überwacht worden sind. Zudem verweist er auf Aussagen von Shah, nach denen der Yogi zwar Gewicht verloren hat, aber zwischendurch auch an Gewicht zugelegt haben soll. Straubinger sieht die eigentliche Sensation bei der Jani-Untersuchung darin, dass sich Harn in der Blase gebildet hat, aber auch wieder verschwunden ist, obwohl Jani laut Studienprotokoll nicht uriniert hat.

### Auszeichnung
- Prädikat: Besonders Wertvoll der österreichischen Filmbewertungskommission[25]
- Das goldene Brett vorm Kopf der Gesellschaft zur wissenschaftlichen Untersuchung von Parawissenschaften[41]
- Austrian Ticket 2010 der Wirtschaftskammer Österreich[42]

### Folgen
Der Tages-Anzeiger berichtete über den Fall einer Schweizerin, die nach dem Betrachten des Films beschloss, sich von Licht zu ernähren, und infolgedessen verhungerte. In einem von Straubinger veröffentlichten Schreiben des zuständigen Staatsanwaltes an ihn wird allerdings bestätigt, dass gar nicht untersucht wurde, ob die Frau den Film tatsächlich gesehen hat. Die Angehörigen hätten darauf hingewiesen, dass die Frau nach der „Lichtnahrungsmethode“ gelebt habe. Eine „adäquate Kausalität“ zwischen dem Film und dem Tod der Frau könne „in strafrechtlicher Hinsicht“ sicher ausgeschlossen werden. Im November 2017 starb der 22-jährige Deutsche Finn Bogumil auf der Karibikinsel Dominica. Der Mann war von dem Konzept der Lichtnahrung fasziniert, auch kannte er den Film Am Anfang war das Licht. Todesursache war laut einem Bevollmächtigten des Botschafters und einigen Zeugen zufolge offenbar sein Fasten.